# 뷔셀 공군 기지

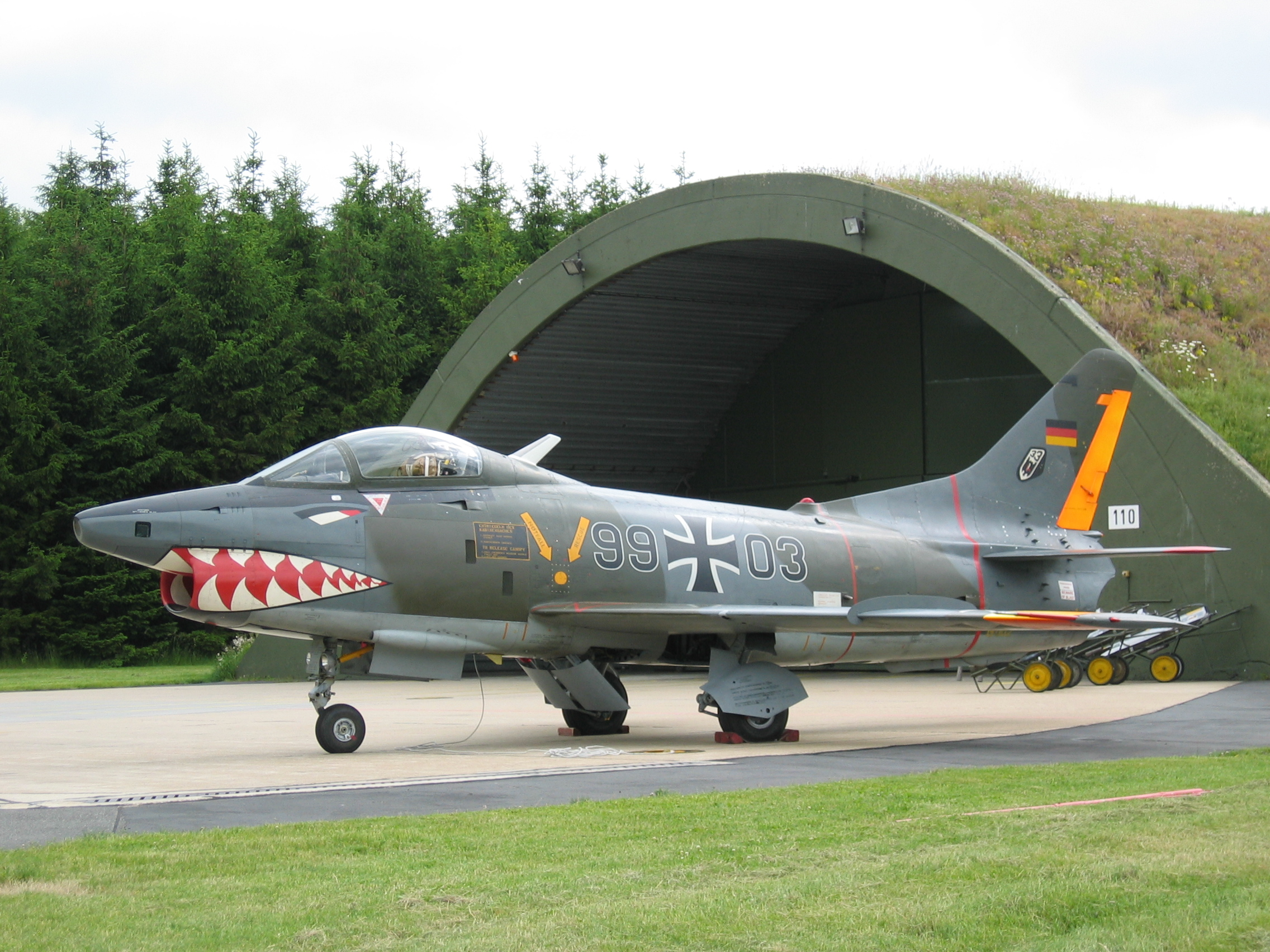

뷔셀 공군기지는 독일 공군의 공군기지이다.
독일 공군 33 전투비행단과 미국 공군의 702 탄약지원대대가 주둔해 있다. 1985년부터 33비행단에 파나비어 토네이도 전투기가 배치되었다. 미군 702 탄약지원대대는 B61-4 20기를 보유하고 있다. 유사시 독일 전투기에 장착된다. 독일군 중에서 유일하게 핵공격 능력이 있는 군사기지이다. 2024년까지 구형 B61-4 20기를 최신형 B61-12 스마트 수소폭탄으로 교체할 계획이다.

## 핵무기 공유
2015년 현재 나토 5개국은 미국과 핵무기 공유를 하여, B61 핵폭탄 240발이 배치되어 있다. 벨기에 클라이네 브로겔 공군기지 20기, 독일 뷔셀 공군 기지 20기, 네덜란드 볼켈 공군기지 20기, 이탈리아 아비아노 공군기지 50기, 게디 공군기지 40기, 터키 인시를릭 공군 기지에 90기가 배치되어 있다. 유사시에 해당 공군기지에 배치된 미국 공군 핵무장대대가 협정국가 공군 전투기에 B61 핵폭탄을 장착해준다.

## NPT
NPT는 핵무장을 금지한다. 독일도 NPT 가입국이다. 그러나 공군기지에 미군이 함께 주둔하면서, 유사시 독일 전투기에 미국 핵폭탄을 장착해 주는 방식의 핵무장은 NPT가 허용하는 합법적 핵무장의 한 방법이다. 미군이 보유하고 있으므로, 독일은 여전히 법률상 비핵국가다. 그리고 유사시에는 미국 대통령의 승인하에 바로 미국 핵폭탄을 독일 전투기에 장착하여 사용할 수 있으므로 사실상 핵무장국가다. 이런 미군 주둔 방식의 공군 전투기의 합법적 핵무장을 하고 있는 나라는 전세계에 독일, 벨기에, 네덜란드, 터키, 이탈리아의 5개국이 있다.
이러한 방식은, 국제법상, 미국의 핵우산 정책의 하나로 취급되며, 독자 핵무장으로 취급되지 않는다. 어차피 미국 대통령이 승인을 해야 핵폭탄을 장착할 수 있기 때문에, 독일 인근의 6 함대 (미국)의 항공모함, 구축함, 잠수함에서 핵미사일을 직접 발사해 주는 것과 별 차이가 없다.
그러나 일본 사토 에이사쿠 총리의 1967년 비핵 3원칙, 한국 노태우 대통령의 1991년 비핵화 선언에 따르면, 육해공군의 육상기지에 국내산 외국산 핵무기 반입 및 배치를 일체 금지하였기 때문에, 독일 뷔셀 공군기지 방식의 핵무기 배치는 할 수 없다. 그러나 한국과 일본도 육상기지가 아니면서 소유가 아닌 임대 방식의 핵무장은 가능하다. 즉, 항공모함, 구축함, 잠수함에 미군 부대와 미국 핵미사일을 탑재시키는 방법은 허용하고 있다. 비핵 3원칙, 비핵화 선언, NPT 위반이 아니다. 물론, 일본에 주둔중인 7 함대 (미국)의 항공모함, 구축함, 잠수함에서 핵미사일을 직접 발사해 주는 것과 별 차이가 없다.

## 같이 보기
- 아비아노 공군기지
- 람슈타인 공군기지
- 인시를릭 공군기지